# マイクネーム
マイクネームとはラジオパーソナリティ・ディスクジョッキー・スポーツ競技等の実況担当者・リポーターなどラジオ出演者が活動上用いる名義。
芸能活動や文筆活動等で用いている芸名やペンネームなどをそのままラジオ出演時に使用する者も多いが、このような場合にはあえてマイクネームとは言わないことが一般的である。用いたマイクネームを後にラジオ出演以外の活動でも使用する者もいる。
また、結婚や離婚等により本名の姓が変更になって以降も旧姓でラジオ出演を続ける者もいる（同様のことはラジオ出演者に限らずいる。これをビジネスネームと称することもある）。
中には、特定の番組または特定の番組内の特定のコーナーに限ってマイクネームを名乗る者もいる。
代表的なものとしては、みのもんた（本名：御法川 法男（みのりかわ のりお））が挙げられる。これは、もともと文化放送のアナウンサー時代に名乗ったものである。
異名でラジオ出演する者は古くからいたが、それがマイクネームといわれるようになったのは1990年頃からである。

## 代表例
- 土居まさる
- 大野勢太郎
- 野村邦丸
- K太郎 / 砂山大輔
- 高島ヒゲ武
- はた（→はたえ）金次郎
- くり万太郎
- 塚たんくろう
- LFクールK
- TAKUYA
- やましげ校長
- バズーカ山寺
- 西川あやの
- 伊藤史隆（放送上では「いとうしりゅう」だが、本名はいとうのぶたかと読む）
- 柏木宏之
- 多田しげお
- 荒戸完（本名は非公開も元RKB毎日放送アナウンサーの坂口卓司は実父にあたる）